# Cabal (vesnice)
Cabal nebo Cebelda (abchazsky Ҵабал, gruzínsky წებელდა – Cebelda) je vesnice v Abcházii v okrese Gulrypš. Leží přibližně 22 km severovýchodně od okresního města Gulrypš. Obec sousedí na západě s Bagbaranem, na východě s Latou a Ažarou, kterou ohraničuje Čchaltský hřbet, a na jihu s Marchaulem a Kacikytem. Jihovýchodním směrem se nachází Kodorský hřbet v okrese Očamčyra a na severu obce se nachází těžko prostupný vysokohorský terén Abchazského hřbetu, který tvoří součást Velkého Kavkazu. Obcí prochází vojensko-suchumská silnice spojující pobřeží u Gulrypše s Kodorskou soutěskou a dále přes hlavní hřeben Velkého Kavkazu s ruským Čerkeskem. Na území obce pramení řeka Mačara
Oficiálním názvem obce je Vesnický okrsek Cabal (rusky Цабалская сельская администрация, abchazsky Ҵабал ақыҭа ахадара). Za časů Sovětského svazu tvořil tento okrsek tři selsověty: Cebeldinský selsovět (Цебельдинский сельсовет), Amtkelský selsovět (Амткельский сельсовет) a Latský selsovět (Латский сельсовет).

## Části obce
V současnosti jsou součástí Cabalu i dva bývalé samostatné selsověty Lata a Amtkyl. Zde jsou vyjmenovány jejich části a samoty:
| - Cabal (Ҵабал) - Abzikvara (Абзиквара / Абӡыкәара) - Agš (Аӷш) – dříve Agaš (Агаш) - Adagva (Адагәа) – dříve Sacharnaja Golova (Сахарная Голова), do 1948 Megrelovka (Мегреловка) - Adgylchva (Адгьылхәа) – dříve rusky Lemsa nebo gruzínsky Zemo Ckaro - Aušta (Аушҭа) - Achysta (Ахысҭа) – dříve Kesjanovka (Кесяновка) - Ačandara (Аҷандара) - Aviradzara / Avjanadzara (Аҩраӡара / Аҩанаӡара / Аҩыраӡара) – v 19. století Bugaz (Бугаз), od 1948 do 1996 gruzínsky Veli - Barial (Бариал) – od 1863 Olginskoje (Ольгинское), od 1943 do 1996 gruzínsky Oktomberi - Bramba / Mramba (Брамба / Мрамба) – od 1840 do 1996 Maramba - Kačá / Papá (Качаа / Папаа) – do 1948 Paltavskoje, od 1948 do 1996 Marani - Kvapišcha (Кәапишьха) - Packjyr (Ԥацкьыр) – dříve Olginskoje Uščelje (Ольгинское Ущелье) - Pyrccha (Ԥырцха) – dříve Birccha - Samá (Самаа) – od 50. let do 1996 Šuamta - Čiž (Чиж / Ҵәыз) - Džá (Џьаа) – dříve rusky Malý Krajevič (Малый Краевич) a gruzínsky Ciplovani - Džmašta (Џьмашҭа) – do 1996 Dolní Lemsa (Нижняя Лемса) | - Amtkjal (Амтҟьал) – dříve gruzínsky Amtkeli - Akardama (Акардама) - Amzara (Амзара) - Apošta (Апошьҭа) - Argvyn-Izmail (Аргәын-Измаил) - Babyš Jašta (Бабышь иашҭа) – do 50. let Panta, do 1996 Chevi - Bydgu (Быдӷә) - Gjargjaul / Gorgeul / Georgievskoje (Гьаргьаул / Горгеул / Георгиевское) - Lynča (Лынча) - Pal (Ԥал) - Čal (Чал) - Šakeran / Šakuran (Шакеран / Шукран / Шәакәран) – od 1858 do 70. let Cebeldinskoje, do 1996 Zacharov, Zacharovka - Džampal (Џьамԥал) – do 1996 Sageorgio - Azanta (Азанҭа) - Abgydzra / Kjalašur (Абгыӡра / Кьалашәыр) - Arasara (Арасара) - Gjargjamyš (Гьаргьамышь) - Cichča / Čichča (Цыхьча / Сыхча / Ҽыхьча) | - Lata (Лаҭа) - Aachta (Аахҭа) - Argunia (Арӷәниа) - Bagada (Багада) – dříve Dolní Bebutovka, od 1948 do 1996 Kvenobani - Dal (Дал) – dříve Miasnikovka, od 40. let do 1996 Ceruli - Lata Chvyčy / Horní Lata (Лаҭа хәыҷы) – dříve gruzínsky Zemo Lata - Uarda Du / Velká Uarda (Уарда ду) – dříve Čemberg, od 1948 do 1996 Kadari - Uarda Chučy (Уарда хәыҷы) – dříve Barda nebo Mardachuči - Chinga (Хьинга / Хьенга) – od 1948 do 1996 Zenobani - Chydzdarcha (Хьыӡдарха) – dříve Chidzarucha nebo Chizarcha nebo Chizarucha |

## Historie
Cabal se v dávných dobách nazýval Cibile nebo Cebelda a byl jedním z center starověkého abchazského kmene Apsilů, předků dnešních Abchazů. Po nich zde zůstala řada archeologických památek pocházejících ze 6. století př. n. l. až po dobu vlády byzantského císaře Justiniána I., kterým se říká Cebeldská kultura. Tato kultura však vymizela v 8. století, pravděpodobně vlivem nájezdů Arabů, a obec upadla. Zbylo zde mnoho rozvalin raně středověkých hradů a také se dochovaly pozůstatky desítky kilometrů dlouhého „Abchazského valu.“
V moderních dějinách bylo abchazské obyvatelstvo Cabalu v druhé polovině 19. století v rámci mahadžirstva vypovězeno do Osmanské říše a obec opět upadla. Nově ji osídlili Arméni a také Gruzínci, Rusové a Pontští Řekové. Až do vypuknutí války v Abcházii v roce 1992 v obci žili v drtivé většině Gruzínci a Arméni. Na konci války téměř veškeré obyvatelstvo opustilo zemi a obec zůstala téměř vylidněná. Navíc se Cabal až po Latu stala dějištěm přestřelek se Svany z Ažary při neúspěšném pokusu Abchazů dobýt soutěsku Kodori. Na území Cabalu vznikly vojenské polygony a většina území obce bez obyvatelstva brzy zarostla lesem.

## Obyvatelstvo
Dle nejnovějšího sčítání lidu z roku 2011 je počet obyvatel této obce 165 a jejich složení následovné:
- 134 Arménů (81,2 %)
- 17 Pontských Řeků (10,3 %)
- 7 Gruzínů (4,2 %)
- 4 Rusové (2,4 %)
- 3 Abchazové (1,8 %)

Před válkou v Abcházii žilo v obci bez přičleněných vesniček 619 obyvatel. V celém Cebeldinském selsovětu žilo 2225 obyvatel, v Latském selsovětu 1154 a v Amtkelském selsovětu 2245 obyvatel.